# فیلیس ثکستر
فیلیس سِینْت فِلیکْس ثـَکْسْتِر (به انگلیسی: Phyllis St. Felix Thaxter)، معروف به فیلیس ثـَکْسْتِر (۲۰ نوامبر ۱۹۱۹ – ۱۴ اوت ۲۰۱۲) هنرپیشهٔ تئاتر و سینما اهل ایالات متحدهٔ آمریکا بود. او بین سال‌های ۱۹۴۰ تا ۱۹۹۲ فعالیت می‌کرد.
از فیلم‌هایی که ثـَکْسْتِر در آن‌ها نقش داشته‌است، می‌توان به سوپرمن، عمل خشونت، نقطه فروپاشی، خون در ماه و مجموعهٔ آلفرد هیچکاک تقدیم می‌کند اشاره کرد.